# Kabinett Durnwalder V
Das Kabinett Durnwalder V war die XIV. Südtiroler Landesregierung und gleichzeitig die fünfte unter Vorsitz von Landeshauptmann Luis Durnwalder. Das Kabinett war vom 18. Dezember 2008 bis zum 8. Jänner 2014 im Amt. Gewählt wurde es vom Südtiroler Landtag in seiner Zusammensetzung nach den Wahlen 2008.

## Zusammensetzung
| Name                  | Amt                              | Partei | Sprachgruppe | Ressort |
| --------------------- | -------------------------------- | ------ | ------------ | --- |
| Luis Durnwalder       | Landeshauptmann                  | SVP    | deutsch      | Örtliche Körperschaften, Brand- und Zivilschutz, Forstwirtschaft, landwirtschaftliches Versuchswesen; ab Jänner 2013 zusätzlich Landwirtschaft      |
| Hans Berger           | 1. Landeshauptmannstellvertreter | SVP    | deutsch      | Tourismus, Landwirtschaft, Grundbuch und Kataster; ab Juli 2012 zusätzlich Raumordnung, Natur- und Landschaftsschutz; im Jänner 2013 zurückgetreten |
| Richard Theiner       | 1. Landeshauptmannstellvertreter | SVP    | deutsch      | Gesundheitswesen, Sozialwesen und Familie; ab Jänner 2013 Landeshauptmannstellvertreter                                                             |
| Christian Tommasini   | 2. Landeshauptmannstellvertreter | PD     | italienisch  | Wohnungsbau, italienische Kultur, Schule und Berufsbildung                                                                                          |
| Roberto Bizzo         | Landesrat                        | PD     | italienisch  | ab Februar 2010 Innovation, Genossenschaften, Informationstechnik, Arbeit, Finanzen und Haushalt                                                    |
| Sabina Kasslatter Mur | Landesrätin                      | SVP    | deutsch      | Denkmalpflege, Bildungsförderung, Universität und Forschung und Museen, deutsche Kultur, Schule und Berufsbildung                                   |
| Michl Laimer          | Landesrat                        | SVP    | deutsch      | Raumordnung, Umwelt, Energie, Natur- und Landschaftsschutz; im Juni 2012 zurückgetreten                                                             |
| Florian Mussner       | Landesrat                        | SVP    | ladinisch    | Vermögensverwaltung und öffentliche Bauten, ladinische Schule und Kultur; ab Juli 2012 zusätzlich Umwelt und Energie                                |
| Elmar Pichler Rolle   | Landesrat                        | SVP    | deutsch      | ab Februar 2013 Raumordnung, Natur- und Landschaftsschutz, Grundbuch und Kataster                                                                   |
| Barbara Repetto       | Landesrätin                      | PD     | italienisch  | Innovation, Informatik, Arbeit, italienische Berufsbildung, Genossenschaften, Finanzen und Haushalt; im Jänner 2010 ausgeschieden                   |
| Thomas Widmann        | Landesrat                        | SVP    | deutsch      | Wirtschaft, Personal und Mobilität |

## Umbildungen
Im Februar 2010 wurde Landesrätin Barbara Repetto durch Roberto Bizzo ersetzt, nachdem das Kassationsgericht in Rom letztinstanzlich die Unwählbarkeit von Repetto zum Südtiroler Landtag festgestellt hatte. Das Urteil hatte zum Ausscheiden Repettos aus dem Landtag geführt, woraufhin Bizzo als erster Nicht-Gewählter des Partito Democratico das Mandat Repettos und ihren Sitz in der Landesregierung übernehmen konnte.
Landesrat Michl Laimer trat im Juni 2012 nach Einleitung eines Justizverfahrens wegen Amtsmissbrauchs als Landesrat zurück. Seine Zuständigkeitsbereiche wurden ohne personelle Nachbesetzung von den Landesräten Hans Berger und Florian Mussner übernommen.
Am 14. Jänner 2013 trat Landeshauptmannstellvertreter Hans Berger aufgrund einer Parlamentskandidatur zurück. Er wurde am 5. Februar 2013 durch Elmar Pichler Rolle ersetzt, der einen Teilbereich der Zuständigkeiten Bergers übernahm. Das Amt des Landeshauptmannstellvertreters übernahm Landesrat Richard Theiner. Weitere Kompetenzbereiche aus dem Ressort Bergers wurden an Landesrat Thomas Widmann und Landeshauptmann Durnwalder übertragen.